# Wspólnota administracyjna Kamenz-Schönteichen
Wspólnota administracyjna Kamenz-Schönteichen (niem. Verwaltungsgemeinschaft Kamenz-Schönteichen) – dawna wspólnota administracyjna w Niemczech, w kraju związkowym Saksonia, w powiecie Budziszyn. Do 29 lutego 2012 należała do okręgu administracyjnego Drezno, Siedziba wspólnoty znajdowała się w mieście Kamenz.
Wspólnota administracyjna zrzeszała jedną gminę miejską (Stadt) oraz jedną gminę wiejską (Gemeinde): 
- Kamenz, miasto
- Schönteichen

1 stycznia 2019 wspólnota została rozwiązana a gmina Schönteichen została przyłączona do miasta Kamenz i tym samym stała się jego dzielnicą.